# Винг (Южный Парк)
Винг (англ. Wing) — эпизод 903 (№ 128) сериала «Южный парк», премьера которого состоялась 23 марта 2005 года. Серия названа в честь новозеландской певицы Винг и по большей части посвящена ей.

## Сюжет
После того, как Картман, Стэн, Кайл и Кенни узнают, что Токен выиграл конкурс певцов и теперь будет выступать на конкурсе красоты, за что получит $200, друзья решают стать его агентами. Они придумывают собственное «Супер-шикарное агентство талантов» и убеждают Токена подписать контракт. После выступления популярность Токена возрастает, но крупное агентство переманивает Токена к себе. Когда всё, казалось бы, потеряно, в агентство друзей приходит Туонг Лу Ким и предлагает в качестве клиента свою жену — певицу Винг. Друзья соглашаются отвезти её в Лос-Анджелес на конкурс певцов. В это время в Саут-Парк приезжает китайская мафия, которая хочет забрать Винг к себе за то, что Ким не собрал для них достаточно денег, и с помощью уничтожения продуктов в ресторане выпытывает у него, куда её увезли.
В это время друзья и Винг приезжают в Лос-Анджелес и видят огромную очередь на конкурс талантов. Не желая ждать, они отдают Винг на участие в каком-то другом шоу, которое на самом деле оказывается боксёрским шоу «Кандидат» Сильвестра Сталлоне. Несмотря на то, что Винг проигрывает (она, не понимая, что происходит, поёт на ринге, пока противник избивает её), Сильвестр Сталлоне оказывается впечатлён её пением и предлагает друзьям заплатить $4,000 за то, чтобы она спела на свадьбе его сына. Однако внезапно Винг похищает китайская мафия.
Решив, что похищение — дело рук очередного конкурирующего агентства, ребята отправляются в погоню и оказываются у особняка. Устроив перестрелку, в ходе которой погибает Кенни, друзья добираются до босса китайской мафии и уговаривают его отпустить Винг, поскольку «нельзя обращаться с человеком, как с вещью» (при этом они продолжают думать, что имеют дело с агентством талантов).
В конце все герои серии собираются на свадьбе сына Сильвестра Сталлоне и слушают пение Винг. Неожиданно Картман замечает Токена, который подрабатывает официантом, чтобы заработать денег на дорогу домой, потому что выбранное им агентство его бросило.

## Смерть Кенни
Кенни погибает в особняке во время перестрелки с Китайской мафией, при этом Кайл говорит фразу Стэна «Они убили Кенни!», а Стэн отвечает:«Сволочи». Это первая из двух смертей Кенни в 9 сезоне.

## Пародии
- На конкурсе красоты Токен поёт песню «You'll Never Find Another Love Like Mine» Лу Роулс[1]. Чтобы создать иллюзию, что песню поёт Токен, оригинальную версию немного ускорили. Это уже второе появление этой песни в сериале.
- В эпизоде делается две ссылки на фильм «Лицо со шрамом» 1983 года. Вход в особняк китайской мафии напоминает вход в особняк Тони Монтана. Когда Кенни погибает, Кайл берёт его в руки и успокаивает — так же, как Тони успокаивает свою умирающую сестру. Во время перестрелки Картман выкрикивает «Ты хочешь поиграть грубо? Хорошо», что в фильме предшествовало известной фразе «Скажи привет моему маленькому другу».
- В эпизоде спародирован характерный говор Сильвестра Сталлоне. Все персонажи не понимают его и поэтому актёру приходится общаться через переводчика.

## Факты
- Винг — реальная певица, которая стала приглашённой звездой эпизода (несмотря на то, что она не говорит ни одной фразы, а только поёт). Веб-сайт Винг, который упоминается перед финальными титрами эпизода, Паркеру и Стоуну порекомендовал их друг, и те были крайне впечатлены им. Они до сих пор слушают песни Винг, когда они расстроены или у них нет идей для нового эпизода[2].
- Единственным условием Винг для использования её образа в эпизоде было то, что она должна была одобрить свою рисованную копию.
- Винг поёт песни «Dancing Queen» и «Fernando» ABBA, а также «Sing» The Carpenters.
- После выхода эпизода количество посещений сайта Винг возросло примерно в 1000 раз[2].
- В очередной раз Картман демонстрирует парадоксальную верность своих стереотипных суждений — он ничуть не удивляется тому, что Токен поёт, невозмутимо отвечая «Конечно, поёт. Он же чёрный». До этого он так же угадал способность Токена играть на бас-гитаре — сам Токен о ней не знал (эпизод «Тяжёлый христианский рок»).
- В этом эпизоде Кайл и Картман вооружаются автоматами Heckler & Koch G36.
- Китайская мафия разговаривает с Винг и Туонг Лу Кимом по-английски. При этом мафиози - охранники особняка говорят по-китайски с субтитрами. Это объясняется в эпизоде «Городские суши», в котором выясняется, что Лу Ким не китаец, а белый американец, страдающий раздвоением личности.